# Stenopsyche tienmushanensis
Stenopsyche tienmushanensis is een schietmot uit de
familie Stenopsychidae. De soort komt voor in het Oriëntaals gebied.